# Darique
La darique est une monnaie d'or en usage dans l'Empire perse achéménide et sa sphère d'influence.

## Historique

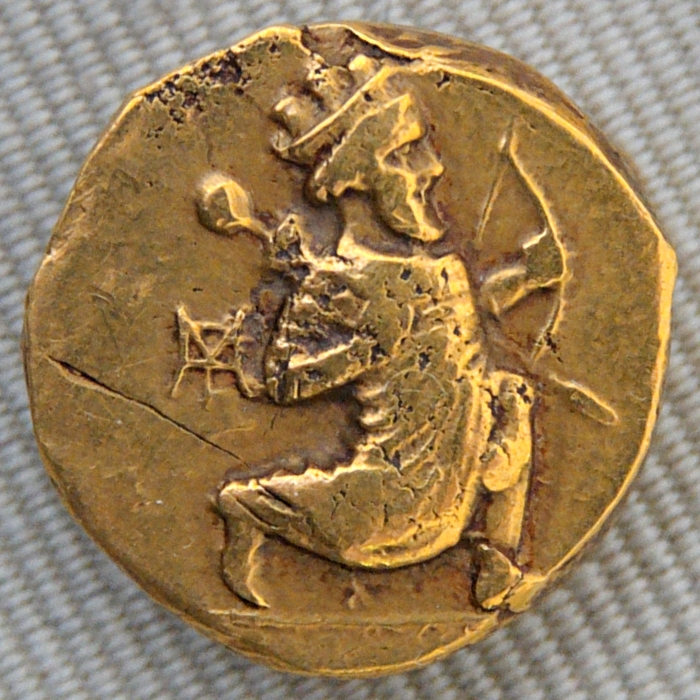
Double darique du, figurant Artaxerxes II (avers, or, 16,65 g). Le revers ne porte ni texte ni image, mais la contremarque du coin de frappe.

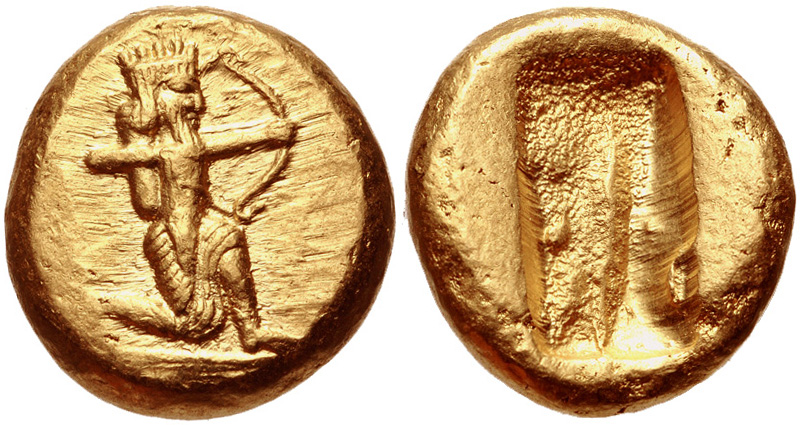
Avers et revers d'une darique en or frappée vers 505-480 av. J.-C.

Traditionnellement, on pense que les premières dariques ont été frappées sous le règne de Darius au VIe siècle av. J.-C.. Ce fut le  premier souverain achéménide à battre monnaie en son nom, contrairement à ses prédécesseurs qui se contentèrent de reprendre l'atelier monétaire de Sardes, fondé par les rois de Lydie d'antan. Darius fut très certainement motivé par deux raisonnements :    
- une logique d'enrichissement par l'émission monétaire ;
- une logique de légitimité, de postérité symbolique.

La monnaie constitue en effet un instrument efficace de communication visuelle, placé au service de la postérité. À son origine, une darique était faite d'or très pur (23,25 carats) et pesait environ 8,41 grammes. Vingt sicles ont la valeur d'une darique. 3 600 dariques forment un talent de 30,276 kg, qui est la plus grosse unité de poids et monétaire.   
Au départ, seul l'avers comporte une gravure : elle représente le souverain coiffé de la kidaris, avançant un genou vers le sol, et muni d'un javelot et d'un arc, raison pour laquelle les Grecs appelaient ces pièces les « archers ». Sur le revers, se trouve généralement un carré allongé, ou des lignes courbes, contremarques laissées par la frappe au marteau. Cette monnaie fut relativement répandue au sein du monde hellénistique, et eu une place non négligeable au sein des échanges commerciaux intra/extra-impériaux. Des traces de ces monnaies repérées en Crète, en Égypte ou en Phénicie confirment l'expansion monétaire de la darique sur le plan géographique. Vers la fin du IVe siècle av. J.-C., sous l'influence macédonienne, l'avers commence à comporter un motif.
En théorie, l'émission de la darique relève d'un monopole royal. Cependant, dans les faits, notamment au cours des Ve et IVe siècles av. J.-C., des autorisations d'émission furent concédées à certains satrapes, pour des motifs essentiellement militaires (financement d'expéditions armées). D'ailleurs, pour frapper monnaie, les satrapes devaient puiser au sein de leurs ressources, généralement personnelles, issues notamment des taxes. Ces monnaies sont en argent ou en bronze ; leur poids est fondé sur l'étalon perse (statères) et les types sont locaux, reprenant les symboles des régions d'émission (divinités, animaux). La frappe de la darique satrapique peut aussi être vue comme un signe d'indépendance vis-à-vis du pouvoir royal. En contexte d'insurrection, notamment au cours du IVe siècle, des satrapes s'étaient arrogé le droit de battre monnaie, sans autorisation royale.   
Après l'effondrement de l'Empire perse, Alexandre le Grand prit la décision de continuer d'émettre des dariques, pour éviter de bouleverser le paysage monétaire perse. Cette décision s'inscrit dans la droite ligne de son dessein politique global : assurer une continuité avec l'empire perse défait, sans bouleverser les structures. Après la conquête brutale, on passe à une politique de colonisation des esprits, par la douceur, en maintenant les structures, en assimilant les élites locales aux pouvoirs..
La darique est une monnaie d'or qui est frappée à partir du roi Darius Ier (550-486). Or cette monnaie est mentionnée sous le règne du roi David (roi d'Israël) (1057-1018) en 1Ch 29,7. Cette mention est un anachronisme qui permet la datation du verset 1Ch 29,7 après la 1re année du règne de Darius Ier en 521.